# Sergej Tetjuchin
Sergej Jur'evič Tetjuchin (in russo Сергей Юрьевич Тетюхин?; Belgorod, 23 settembre 1975) è un ex pallavolista russo.

## Palmarès

### Club
- Campionato russo: 10

1996-97, 1997-98, 2001-02, 2002-03, 2003-04, 2004-05, 2006-07, 2009-10, 2010-11, 2012-13
- Coppa di Russia: 10

1995, 1996, 1997, 1998, 2003, 2005, 2007, 2009, 2012, 2013
- Supercoppa russa: 4

2010, 2011, 2013, 2014
- Champions League: 4

2002-03, 2003-04, 2007-08, 2013-14
- Coppa CEV: 1

2008-09

### Nazionale (competizioni minori)
- European League 2004

### Premi individuali
- 1994 - Campionato europeo juniores: MVP
- 1999 - Superliga russa: MVP
- 2002 - Champions League: MVP
- 2003 - Superliga russa: MVP
- 2006 - Superliga russa: MVP
- 2008 - Superliga russa: MVP
- 2009 - Coppa di Russia: MVP
- 2011 - Champions League: Miglior servizio
- 2014 - Champions League: MVP
- 2014 - Coppa del Mondo per club: Miglior schiacciatore
- 2016 - CEV: Ambasciatore pallavolistico dell'anno